# Ovella negra
|  | Per a altres significats, vegeu «ovella». |

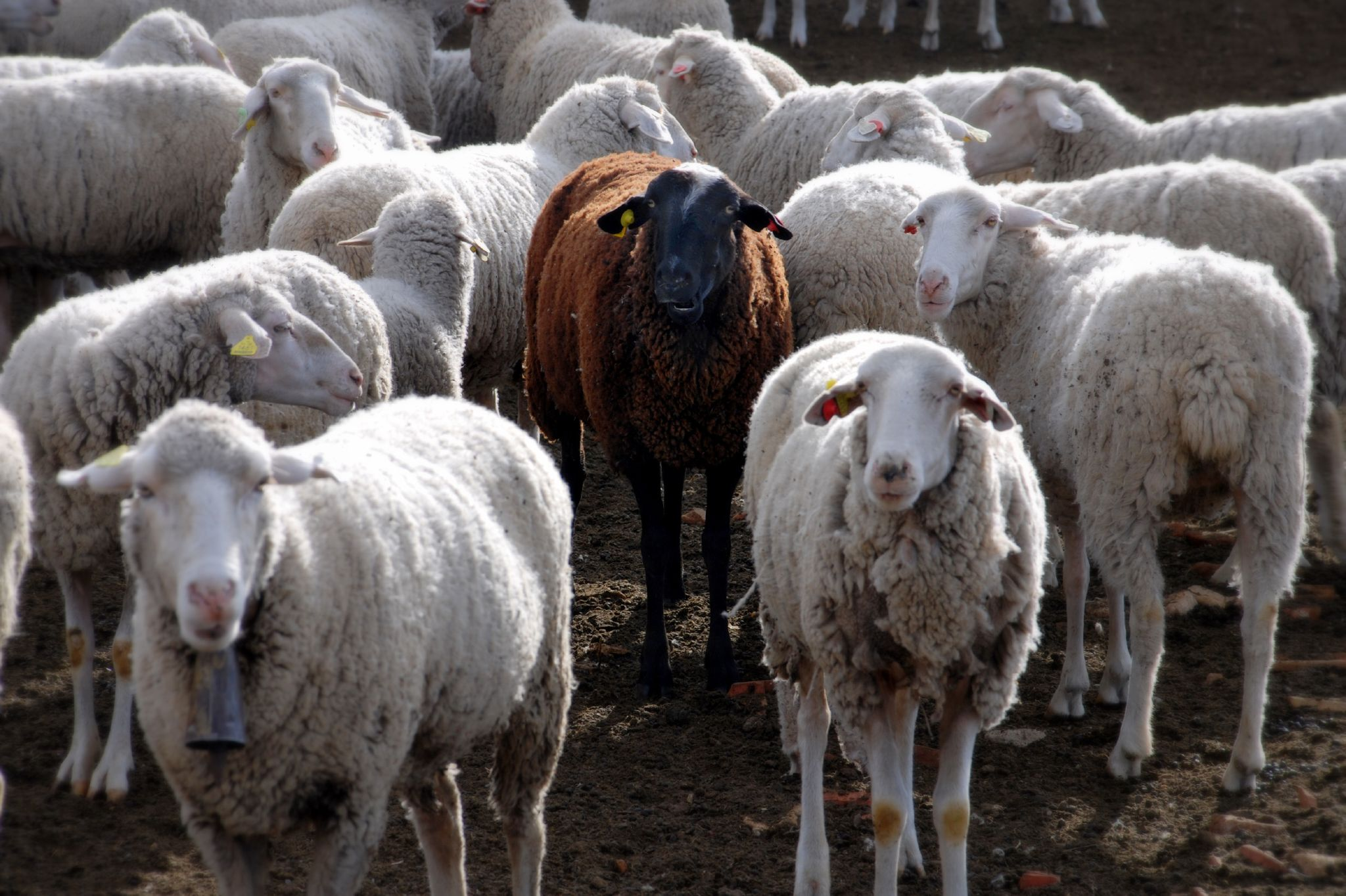
Una ovella negra entre un ramat d'ovelles blanques.

Ovella negra és un modisme que descriu un membre diferent i poc respectable d'un grup, especialment dins d'una família. El terme es relaciona generalment amb aspectes negatius, com per exemple rebel·lia. Deriva de la presència indesitjable i poc comuna d'individus de llana negra en ramats d'ovelles, cosa que no era bo per al criador, ja que la llana de les ovelles no era cotitzada en el mercat.

## Cultura popular
El terme té el seu origen de les ovelles negres que neixen ocasionalment en una família d'ovelles blanques, a causa d'un procés genètic de gens recessius. Les ovelles negres no eren ben cotitzades en el mercat. En Anglaterra durant els segles xviii i xix, el color negre de les ovelles era vist com una marca del diable.
En l'ús modern, l'expressió ha perdut part de les seves connotacions negatives, i el terme se li atorga usualment al membre d'un grup que posseeix característiques diferents als seus companys.

### Origen biològic

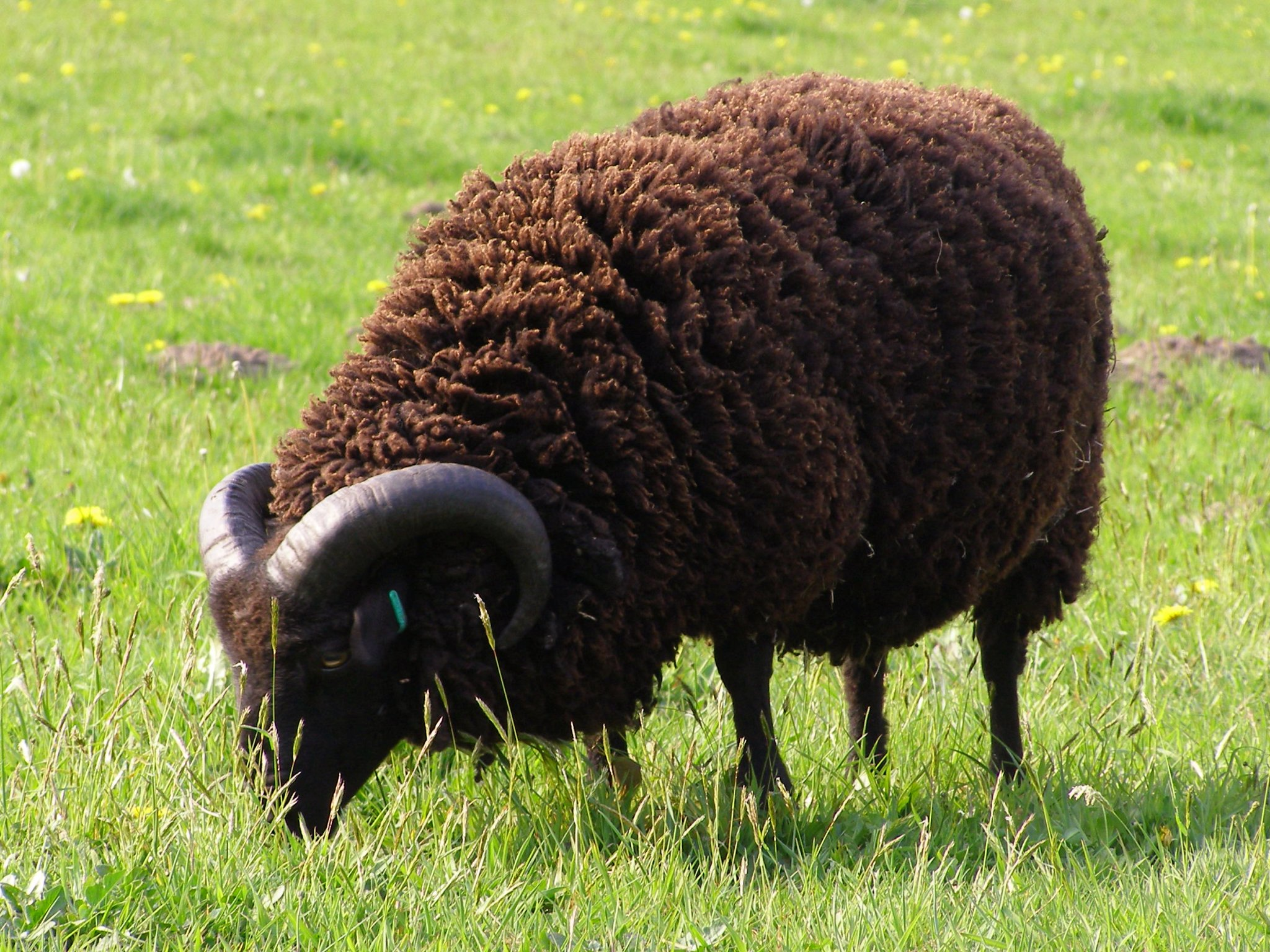
Un moltó negre.

En el cas de les ovelles, ser blanques no és per albinisme sinó pel gen dominant, que determina el color de l'individu. Com a resultat, en les ovelles negres predomina el gen recessiu, i si una ovella blanca i un moltó blanc són pares d'un xai negre, tots dos han de ser heterozigots pel que fa al negre, de manera que hi ha un 25% de possibilitats que la cria sigui negra. Un estudi recent realitzat per la Universitat d'Agricultura de Noruega i per la Universitat d'Oregon ha determinat que el color negre es genera per un lel ED present al moment de la concepció.

## Altres usos
En psicologia, l'"efecte de l'ovella negra" es refereix a la tendència d'un grup de tractar o avaluar a un membre de la seva pròpia societat en una forma més severa, basant-se en un comportament negatiu per part de l'individu.